# Lilangeni
Pour les articles homonymes, voir SZL.
Le lilangeni, au pluriel emalangeni, est la devise officielle de l'Eswatini  (ex. Swaziland) depuis 1974. Un lilangeni est divisé en 100 cents. Il a remplacé, progressivement, le rand sud-africain, à parité égale.
Son code ISO 4217 est SZL.